# Центрально-Азійський внутрішній басейн

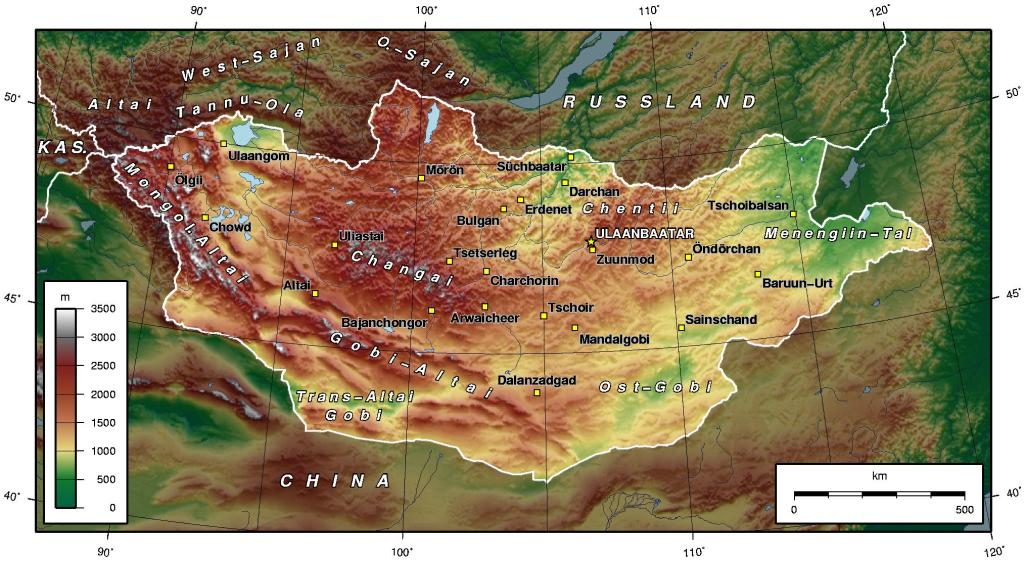
Топографічна мапа Монголії

Центрально-Азійський внутрішній басейн — один з трьох стічних басейнів Монголії. Два інших: Арктичний стічний басейн і Тихоокеанський стічний басейн
Басейн складається проміж іншим з Улоговини Великих Озер, Долини Озер і низовини пустелі Гобі.
Басейн відокремлений від інших басейнів пасмами гір Хангай та Хентій.